# Medvedica (přítok Volhy)
Medvedica (rusky Медведица) je řeka ve Tverské oblasti v Rusku. Je dlouhá 259 km. Povodí řeky je 5570 km².

## Průběh toku
Ústí zleva do Volhy v místech vzdutí Ugličské přehrady.

## Vodní režim
Zdroje vody jsou smíšené. Průměrný roční průtok vody ve vzdálenosti 71 km od ústí činí 25,2 m³/s. Zamrzá v listopadu a rozmrzá v dubnu.

## Využití
Je splavná pro vodáky. Na dolním toku je možná vodní doprava.